# Aspidistra zongbayi
Aspidistra zongbayi är en sparrisväxtart som beskrevs av Kai Yung Lang och Zheng Yin Zhu. Aspidistra zongbayi ingår i släktet Aspidistra och familjen sparrisväxter. Inga underarter finns listade i Catalogue of Life.